# ICTswitzerland
ICTswitzerland ist der Dachverband der Schweizer ICT-Wirtschaft. Der 1980 gegründete Verband umfasst als Mitglieder 31 grosse und mittlere Unternehmen (Firmenmitglieder) sowie 21 Mitgliedsverbände. ICTswitzerland vertritt deren Anliegen gegenüber der Öffentlichkeit, den Behörden und anderen Verbänden, bezweckt die Förderung und Weiterentwicklung der digitalen Technologien sowie die Aus- und Weiterbildung von ICT-Fachkräften. Zudem setzt sich ICTswitzerland für die Erkennung und Abwehr von Cyberrisiken ein.

## Geschichte
1980 wurde der Dachverband unter dem Namen „Schweiz. Vereinigung für Informatik SVI/FSI“ gegründet. Vorher waren die schweizerischen Informatikinteressen in übergeordneten Dachverbünden durch die Schweiz. Gesellschaft für Automatik (SGA) wahrgenommen worden. 1988 erfolgte ein Namenswechsel zum Schweiz. „Verband der Informatikorganisationen SVI/FSI“, 2004 eine Neustrukturierung und ein erneuter Namenswechsel zu „ICTswitzerland“. Die neuen, seit 1. Januar 2013 gültigen Statuten sehen die Direktmitgliedschaft von Unternehmen vor.

## Organisation
Der Dachverband besteht aus den nachfolgenden Organen.

### Delegiertenversammlung
Die Delegiertenversammlung bildet das oberste Organ. Die Delegierten werden von den Mitgliedverbänden und den Firmenmitgliedern bestimmt.

### Vorstand
Der Vorstand besteht aus Vertretern der Mitgliedsverbände, einem Vertreter jedes Direktmitglieds, dem Präsidenten der Kommission Bildung und dem Präsidenten von ICT-Berufsbildung Schweiz. Zudem sind Vertreter von Politik, Behörden, Hochschulen sowie weitere für ICTswitzerland wichtige Persönlichkeiten in den Vorstand wählbar.

### Vorstandsausschuss
Der Vorstandsausschuss besteht aus dem Präsidenten, dem Vizepräsidenten und maximal dreizehn weiteren Mitgliedern des Vorstands.
Am 16. März 2017 hat Nationalrat Marcel Dobler als Präsident von ICTswitzerland die Nachfolge von Ständerat Ruedi Noser angetreten. Vizepräsident ist Nationalrat Franz Grüter in der Nachfolge von Thomas Flatt. Das Amt des Geschäftsführers hat Andreas Kaelin inne.